# بروتوكول ليتفينوف

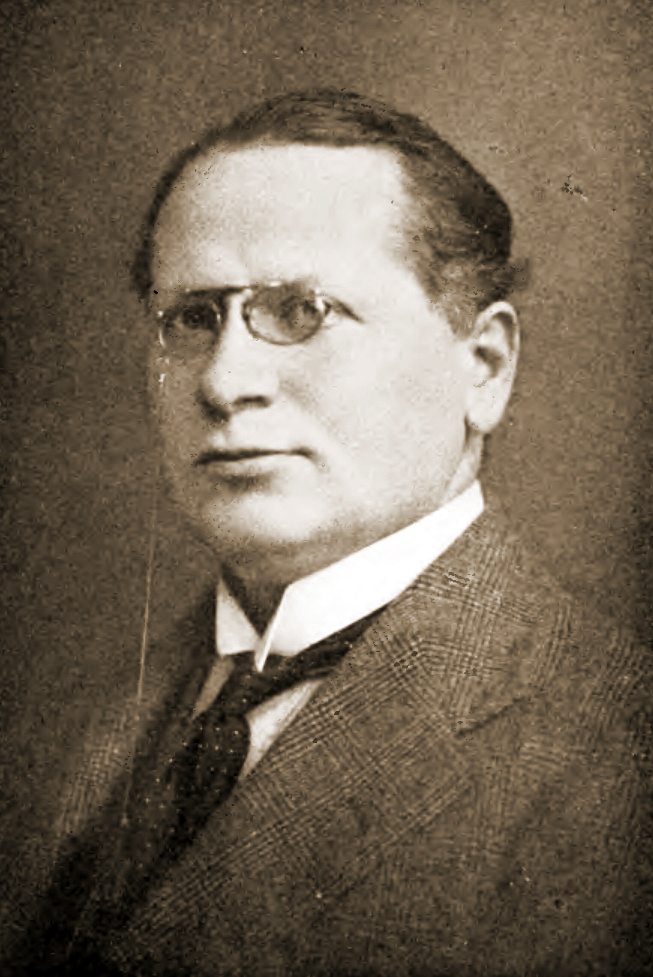
الدبلوماسي السوفييتي مكسيم ليتفينوف (1876-1951).

بروتوكول ليتفينوف هو الاسم الشائع لمعاهدة السلام الدولية التي أبرمت في موسكو في 9 فبراير/شباط 1929. تم تسمية المعاهدة على اسم كبير الدبلوماسيين السوفييت الذين قادوا المفاوضات، مكسيم ليتفينوف، ونصت المعاهدة على التنفيذ الفوري لميثاق كيلوغ-بيريان من قبل الموقعين عليه، وبالتالي التخلي رسميًا عن الحرب كجزء من السياسة الخارجية الوطنية.
كان الاسم الرسمي للبروتوكول كما تم تسجيله لدى عصبة الأمم هو "بروتوكول الدخول الفوري حيز النفاذ لمعاهدة باريس المؤرخة في 27 أغسطس 1928، بشأن نبذ الحرب كأداة للسياسة الوطنية". وتُعرف المعاهدة أحيانًا أيضًا باسم "بروتوكول موسكو".
ومن بين الموقعين الأوائل على بروتوكول ليتفينوف: اتحاد الجمهوريات الاشتراكية السوفييتية (الاتحاد السوفييتي) وبولندا ولاتفيا وإستونيا ورومانيا. وفي وقت لاحق، انضمت أربع دول أخرى رسميًا إلى البروتوكول وهي: ليتوانيا وفنلندا وتركيا وبلاد فارس.

## خلفية

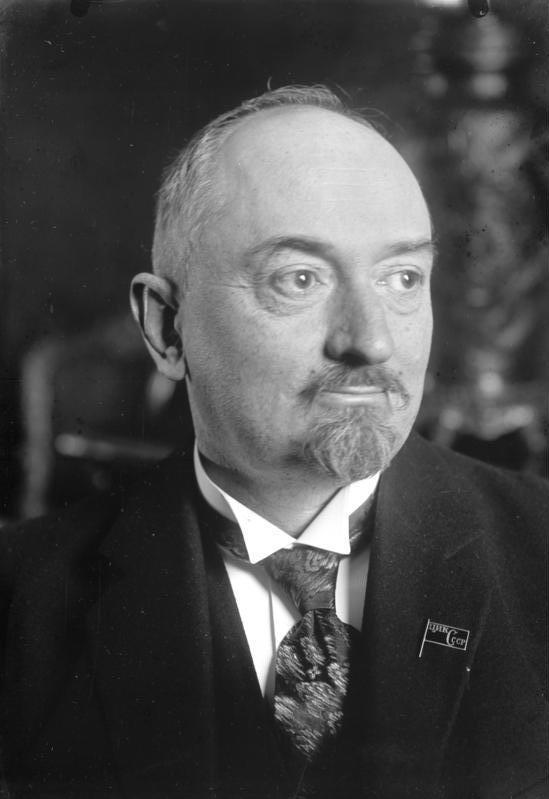
كان مفوض الشعب السوفييتي للشؤون الخارجية جورجي تشيشيرين (1872-1936) منتقدًا صريحًا لمعاهدة كيلوغ-بيريان وسعى إلى إبقاء الاتحاد السوفييتي بعيدًا عن المعاهدة، التي اعتبرها وثيقة دعائية عديمة الجدوى تخفي أجندة عدوانية خفية.

وفي أواخر عام 1927 بدأت المراسلات بين السلك الدبلوماسي الأجنبي في فرنسا والولايات المتحدة تتحرك نحو إبرام معاهدة دولية يتعهد الموقعون فيها بالتخلي عن استخدام الحرب كأداة للسياسة. استمرت المفاوضات بوتيرة سريعة خلال النصف الأول من عام 1928، وشاركت في نهاية المطاف وزارات الخارجية لخمس عشرة حكومة في العملية. تم الاتفاق على اللغة النهائية بسرعة إلى حد ما، وفي 27 أغسطس 1928، تم التوقيع رسميًا على ما أصبح يُعرف باسم ميثاق كيلوغ-بيريان (سمي على اسم وزير الخارجية الأمريكي فرانك ب. كيلوغ ووزير الخارجية الفرنسي أريستيد بيريان) في باريس. 
كانت الحكومة الشيوعية في الاتحاد السوفييتي منقسمة بشأن معاهدة عام 1928 أثناء عملية التفاوض، حيث أبقت القوى الرأسمالية التي تقف وراء المعاهدة على مسافة منها، وكانت تنظر إلى جدية ونوايا هذه القوى العظمى بقدر كبير من السخرية. وبسبب خوفها الدائم من الغزو الأجنبي، سعت الحكومة السوفييتية إلى نزع السلاح العسكري الكامل، بحجة أن استمرار وجود الأسلحة على نطاق واسع يتعارض بشكل أساسي مع الدعوة الشكلية لحظر الحرب. وقد خص مقال في صحيفة الحكومة السوفييتية إزفستيا وزير الخارجية كيلوج على وجه الخصوص، مشيرًا إلى دعمه العلني المستمر لمبدأ مونرو ووصفه للعمل العسكري من قبل الولايات المتحدة ضد "أي قوة في العالم" تنتهكه.
كما انتقد مفوض الشعب السوفييتي للشؤون الخارجية جورجي تشيشيرين بشدة القرار بمنع الاتحاد السوفييتي من المشاركة الفعالة في مفاوضات المعاهدة وكذلك التحفظات الرسمية على المعاهدة التي عبرت عنها حكومتا بريطانيا وفرنسا.
في حين كانت الحكومة السوفييتية تشك بشدة في النوايا السياسية وراء ميثاق كيلوج-بريان، إلا أنها سعت في الوقت نفسه إلى تسجيل نقاط سياسية في محكمة الرأي العام وإنشاء قدر ضئيل على الأقل من الأمن الدبلوماسي من خلال تأييد حظر المعاهدة المقترحة على استخدام الحرب كأداة سياسية. بحلول صيف عام 1928 أصبح من الواضح لمراقبي السياسة الخارجية أن الاتحاد السوفييتي كان يسعى بنشاط للحصول على مكان على طاولة المفاوضات التي أدت إلى إنشاء وتوقيع معاهدة باريس، حيث خسر تشيشيرين، المعارض لجعل الاتحاد السوفييتي طرفًا في المعاهدة المتعددة الأطراف، المناقشة السياسية أمام نائب مفوض الشعب للشؤون الخارجية والدبلوماسي السوفييتي المخضرم ماكسيم ليتفينوف، وهو مؤيد للمعاهدة.
على الرغم من استبعاد الاتحاد السوفييتي من شرف كونه أحد الموقعين المؤسسين على ميثاق كيلوج-بريان في 27 أغسطس، إلا أنه في نفس يوم توقيع المعاهدة تم تقديم دعوة رسمية للانضمام إلى المعاهدة إلى حكومات جميع البلدان الأخرى في العالم، وكانت الحكومة السوفييتية سريعة في إضافة اسمها إلى قائمة الموقعين. في 29 أغسطس/آب، أقر مجلس رئاسة اللجنة التنفيذية المركزية للسوفييت، وهو الرئيس الاسمي للحكومة، قرارًا رسميًا بقبول المعاهدة - وهي النتيجة التي نقلها ليتفينوف إلى مسؤولي لجنة السلام في اليوم التالي.  تم التصديق على قانون الانضمام الرسمي إلى معاهدة باريس في 8 سبتمبر 1928. 
في افتتاحية رسمية لصحيفة إزفستيا بتاريخ 7 سبتمبر/أيلول 1928، اعتبرت الحكومة السوفييتية أن قبولها لاتفاق باريس كان "بهدف الإشارة إلى عدم كفاية الالتزامات المقترحة، والمطالبة بتوسيع هذه الالتزامات من أجل حماية السلام حقًا" - وهو الأمر الذي لا يمكن تحقيقه إلا من خلال "العمل الإيجابي والمثمر في مجال نزع السلاح". ولكن مثل هذه الرغبات أحبطت بسرعة مع تعثر عملية التصديق من قبل الموقعين المختلفين. بعد أربعة أشهر من توقيع المعاهدة، لم يصادق عليها رسميا أي من الموقعين.

## التصور
بمجرد أن قررت حكومة الاتحاد السوفييتي الانضمام إلى الموقعين على اتفاق باريس المناهض للحرب، أصبحت، سواء لأغراض دعائية أو عملية، الداعم الرئيسي لاتفاق كيلوج-بريان، في محاولة لفرضه مع الدول المجاورة. في 29 ديسمبر 1928، اقترح ليتفينوف بروتوكولاً إضافيًا لمعاهدة باريس، مما أدخلها حيز التنفيذ فورًا في العلاقات الثنائية بين الاتحاد السوفييتي والعدو التاريخي بولندا والجزء المستقل حديثًا من الإمبراطورية الروسية ليتوانيا. 
كانت بولندا أول من استجاب لهذه المبادرة السوفييتية، حيث قدمت اقتراحًا مضادًا لضم حليفتها العسكرية، رومانيا، كجزء من البروتوكول التكميلي، بالإضافة إلى دول البلطيق الأخرى. وافقت الحكومة السوفييتية على هذا الاقتراح البولندي لتوسيع دائرة الدول الإقليمية لتسريع اعتماد معاهدة باريس وتم توسيع دائرة الاتصالات لتشمل بالإضافة إلى الاتحاد السوفييتي وبولندا وليتوانيا أيضًا رومانيا ولاتفيا وإستونيا وفنلندا وبلاد فارس وتركيا. 
أصبحت الوثيقة التي عجلت بقبول مبادئ كيلوج-بريان معروفة على نطاق واسع باسم "بروتوكول ليتفينوف" أو "بروتوكول موسكو". وكان الاسم الرسمي للوثيقة، كما تم تسجيلها لدى عصبة الأمم، هو "بروتوكول الدخول الفوري حيز النفاذ لمعاهدة باريس المؤرخة في 27 أغسطس 1928، بشأن نبذ الحرب كأداة للسياسة الوطنية".

## التوقيع
تم التصديق على المعاهدة من قبل حكومة لاتفيا في 5 مارس 1929، ومن قبل إستونيا في 16 مارس 1929، ومن قبل حكومتي بولندا ورومانيا في 30 مارس 1929. وقد تم تسجيلها في سلسلة معاهدات عصبة الأمم في 3 يونيو 1929. وبموجب المادة 3، أصبح هذا المرسوم نافذاً في 16 مارس 1929.

## التأثير والإرث
كان اتفاق ليتفينوف بمثابة إثراء لاتفاق كيلوج-بريان لضمان حصول الاتحاد السوفييتي على الوقت الكافي للتعافي وإعادة بناء الدولة السوفييتية في عشرينيات القرن العشرين. خلال ثلاثينيات القرن العشرين، بدأ الاتفاق يتدهور، حيث زادت النزاعات بين الدول الأعضاء تواترا وشدّة. لقد ألحقت الصراعات الحدودية البولندية التشيكوسلوفاكية أضرارًا بالغة بالاتفاقية في عام 1938، وبمساعدة ألمانيا النازية، ضمت بولندا أجزاء من تشيكوسلوفاكيا. وأخيرا، قام الاتحاد السوفييتي بتدمير هذا الاتفاق بشكل قاتل عندما غزا بولندا في عام 1939.

## روابط خارجية
- نص المعاهدة